# Jan Sajdak
Jan Sajdak (ur. 26 lutego 1882 w Burzynie k. Tarnowa,  zm. 22 kwietnia 1967 w Poznaniu) – filolog klasyczny, bizantynolog, privatdocent Uniwersytetu Jagiellońskiego (1912–1916), a następnie profesor Uniwersytetu Jana Kazimierza we Lwowie (1917–1919) i Uniwersytetu Poznańskiego (1919–1933 i od 1946), w którym założył Katedrę Filologii Klasycznej i którego był rektorem w latach 1931–1932.
Jan Sajdak był członkiem Polskiej Akademii Umiejętności; w latach 1918–1920 redagował "Eos" (periodyk poświęcony filologii klasycznej, założony w 1894 r. we Lwowie przez prof. Ludwika Ćwiklińskiego); redaktor wielotomowego wydania dzieła „Pisma ojców Kościoła pod redakcją prof. dr Jana Sajdaka” i licznych prac naukowych z dziedziny patrystyki (zwłaszcza dot. Grzegorza z Nazjanzu i Tertuliana); twórca (wspólnie z prof. Witoldem Klingerem) tzw. poznańskiej szkoły filologicznej; liczne prace z zakresu bizantynistyki (m.in. zarys Literatura bizantyńska). W dniu 5 lutego 1909 r. Na Uniwersytecie Jagiellońskim otrzymał doktorat na podstawie pracy Quaestiones Naziazenicae. Pars prima. Quae ratio inter Gregorium Nazianzenum et Maximum Cynicum intercedat. Wraz z prof. Leonem Sternbachem zbierał materiały do wydania scholiastów i komentatorów pism Grzegorza z Nazjanzu w bibliotekach Wenecji, Rzymu, Monte Cassino, Neapolu i Mediolanu. Za poradą prefekta Biblioteki Ambrozjańskiej i Watykańskiej Ambrogio Damiano Achille Ratti (późniejszego papieża Piusa XI) udał się wiosną 1912 r. do opactwa Monte Cassino. Tam powstała jego rozprawa habilitacyjna De codicibus graecis in Monte Cassino (wyd. Kraków 1913). Dokonał pierwszego na świecie kompleksowego przekładu poezji bizantyńskiej na język nowożytny (niemiecki). Na zlecenie Komitetu Wydawniczego Pism Greckich Ojców Kościoła z IV wieku - utworzonego przez Polską Akademię Umiejętności - prowadził prace w bibliotekach w Wiedniu, Bazylei, Paryżu, Londynie, Oksfordzie, Monachium i w Berlinie.

## Życiorys[1]
Urodzony w Burzynie pod Tarnowem. Syn Franciszka i Ludwiki z Nowaków; uczęszczał do miejscowej szkoły w Burzynie, następnie do gimnazjum w Tarnowie. Siódmego listopada 1939 r. został wywieziony z Poznania do obozu w Głównej, następnie do Ostrowca Świętokrzyskiego, potem do Burzyna i Tuchowa; gdzie kontynuował pracę naukową, a także organizował tajne komplety w zakresie szkoły średniej; został przewodniczącym komisji egzaminacyjnej i (od 1941 r.) wizytatorem z ramienia podziemnego Kuratorium Krakowskiego Okręgu Szkolnego. Już w styczniu 1945 r. profesor zajął się organizacją Miejskiego Gimnazjum w Tuchowie, którego został pierwszym dyrektorem. W czerwcu 1945 wrócił do Poznania, gdzie ponownie zajął się organizowaniem uczelni. Zmarł 22 kwietnia 1967 r. w Poznaniu, gdzie został pochowany na Cmentarzu Junikowskim.

### Edukacja i praca naukowa[1]
Studia filologii klasycznej odbył na Uniwersytecie Jagiellońskim; zwieńczone zostały doktoratem w 1909 r. Habilitację uzyskał w 1912 r.; w roku 1916 powierzono mu katedrę na Uniwersytecie Jana Kazimierza we Lwowie, początkowo jako zastępcy profesora, a w dniu 3 grudnia 1917 r. został profesorem nadzwyczajnym. W kwietniu 1919 r. otrzymał trzecią Katedrę Filologii Klasycznej w nowo powstającym Uniwersytecie Poznańskim (oficjalna nominacja na profesora zwyczajnego UP nosi datę 19 listopada 1920 r.); prowadził proseminaria i seminaria z literatury greckiej i łacińskiej (głównie chrześcijańskiej) oraz wykłady z gramatyki. Dzięki zabiegom profesora Sajdaka seminarium filologii klasycznej Wszechnicy Piastowskiej zakupiło dwa prywatne księgozbiory profesora R. Klussmanna z Lipska i H. Schenkla z Wiednia, co sprawiło, że wkrótce Poznań mógł się poszczycić najbogatszym księgozbiorem w kraju. Niestety, spłonął on podczas działań wojennych, więc prof. Sajdak ponownie stanął przed zadaniem odbudowania księgozbioru. Wysłany na przedwczesną emeryturę w r. 1933, otworzył zespół prywatnych szkół zwany Collegium Marianum przy ul. Różanej 17 w poznańskiej dzielnicy Wilda. Kiedy Rada Wydziału Filozoficznego Uniwersytetu Jagiellońskiego przywróciła mu uchwałą z 30 listopada 1934 veniam legendi przeniesioną na Uniwersytet Poznański, prowadził jako docent (były profesor zwyczajny (!)) wykłady z historii literatury bizantyjskiej w wymiarze 1 godziny tygodniowo. Po wyzwoleniu 30 października 1945, kiedy reaktywowano trzecią Katedrę Filologii Klasycznej profesor Sajdak wrócił na swoje dawne stanowisko. Niestety, po zamknięciu studiów filologii klasycznej w wyniku tzw. „rejonizacji” w r. 1952, prof. Sajdak zmuszony został do prowadzenia zajęć dla innych kierunków jako profesor kontraktowy. Jednak dekretem Prezydenta Krajowej Rady Narodowej z dnia 1 maja 1956 ponownie wrócił na dawne stanowisko. Na zasłużoną emeryturę przeszedł w r. 1960.
Jan Sajdak wniósł wkład do nauki głównie w dwóch dziedzinach: patrystyki i bizantynistyki. W tej pierwszej najwięcej publikacji poświęcił dziełu Grzegorza z Nazjanzu, poczynając od rozprawy doktorskiej poprzez artykuły publikowane podczas studiów za granicą po obszerną 340 stronicową pracę i rozprawę, nie licząc innych artykułów. Redagował od 1924 r. 20-tomowy cykl Pism ojców Kościoła w przekładzie polskim; do którego sam przetłumaczył dialog Minucjusza Feliksa pt. Oktawiusz oraz Apologetyk Tertuliana. Temu ostatniemu poświęcił też obszerną monografię. Jako bizantynista zajmował się postacią Jana Geometresa, co ukoronował krytycznym wydaniem jego hymnów. Był też autorem pierwszego w Polsce podręcznika literatury bizantyjskiej. Na polu klasycznej literatury greckiej jego uwagę na krótko przykuł dramat satyrowy. Jako latynista dał się poznać po objęciu po Bronisławie Kruczkiewiczu Katedry Latynistyki Uniwersytetu Jana Kazimierza we Lwowie oraz okazjonalnie po przejściu do Poznania.

### Działalność na rzeczPolskiego Towarzystwa Filologicznego[1]
Po przejściu na Uniwersytet Poznański w 1919 r. wystąpił z inicjatywą powołania poznańskiego Koła PTF, które powołano do życia na zebraniu założycielskim w dniu 11 października tegoż roku. Funkcję przewodniczącego Koła powierzono wówczas założycielowi Towarzystwa, profesorowi Ludwikowi Ćwiklińskiemu, który właśnie powrócił po latach w rodzinne strony; jednak prof. Jan Sajdak został wiceprzewodniczącym. Przewodniczącym poznańskiego koła Polskiego Towarzystwa Filologicznego był prof. Sajdak od lutego 1932, zastępcą – 1946–1966; prezesem Towarzystwa w latach 1947–50; ponadto był wielokrotnie wybierany do Zarządu Głównego Towarzystwa, w latach 1947-1949 pełnił funkcję prezesa Towarzystwa, a w latach 1949–1952 był jego wiceprezesem. Najpoważniejszym zadaniem, które w okresie międzywojennym stanęło przed kołem Poznańskim PTF i jego władzami (w tym i prof. Sajdakiem) było zorganizowanie w roku 1929 (podczas Powszechnej Wystawy Krajowej) I Zjazdu Filologów Klasycznych Ziem Słowiańskich. Pomysłodawcą tego zjazdu był profesor Ryszard Ganszyniec, a prof. Sajdak został powołany na przewodniczącego trzeciej sekcji (technicznej) zajmującej się przygotowaniem zjazdu. Sekcja ta, wraz z prezesem Towarzystwa a jednocześnie przewodniczącym koła poznańskiego – prof. Ludwikiem Ćwiklińskim utworzyła miejscowy komitet organizacyjny, który obmyślił szczegółowy program zjazdu i sposób jego wykonania. Wśród osób zasłużonych w jego przygotowaniu należy wymienić jeszcze prof. Witolda Klingera i mgra Wiktora Steffena. Zjazd odbył się w dniach 3–6 czerwca 1929 roku. Zasługi prof. Sajdaka dla Polskiego Towarzystwa Filologicznego zostały docenione na Walnym Zgromadzeniu PTF w dniu 18 czerwca 1950 roku w Poznaniu, kiedy to wybrano go przez aklamację członkiem honorowym Towarzystwa (wraz z prof. drem Jerzym Manteufflem). Nie oznaczało to jednak „spoczęcia na laurach” – profesor nadal pozostał aktywny, pełniąc funkcje wiceprezesa Towarzystwa i wiceprzewodniczącego koła Poznańskiego.
Prof. Jan Sajdak był też jednym z najaktywniejszych referentów na posiedzeniach naukowych koła poznańskiego PTF. Tematyka tych wystąpień na ogół pokrywała się z zainteresowaniami naukowymi profesora, jednak kilka odczytów poświęcił też innym filologom klasycznym, np. Fryderyk Nietsche jako filolog, czy Działalność naukowa Seweryna Hammera. Szczególną rolę otrzymał w dniu 6 czerwca 1936, kiedy w 60. rocznicę powołania na katedrę uniwersytecką profesora Ludwika Ćwiklińskiego nie tylko wręczył jubilatowi (zredagowaną przez siebie przy współudziale Wiktora Steffena) księgę pamiątkową Munera philologica ab amicis collegis discipulis... oblata, lecz także przewodniczył całej uroczystości i przedstawił gronu zebranych zasługi jubilata. Publikował też w czasopiśmie Eos nekrologi zmarłych filologów. Ale interesował się też badaniami z dziedzin pokrewnych filologii klasycznej, o czym świadczy tytuł referatu wygłoszonego na posiedzeniu koła poznańskiego w dniu 23 października 1936 r. - Nowe wykopaliska w Rzymie. Kiedy koło poznańskie reaktywowało się 29 czerwca 1946 r., prof. Sajdak został wybrany jego prezesem, a na jednym z pierwszych zebrań w dniu 6 października 1946 roku wygłosił referat pt. Tertulian w ciągu wieków. Warto może zaznaczyć, że rękopis tego referatu, przygotowanego jeszcze przed wojną, wykradł autor z zajętego już przez Niemców swego mieszkania w Poznaniu przy ul. Matejki 30; a na przedstawienie go szerszej publiczności przyszedł czas dopiero po wojnie. Później mniej więcej w tym samym brzmieniu został umieszczony we wstępie do przekładu Apologetyka Tertuliana wydanego w serii Pism Ojców Kościoła w roku następnym. Brał udział w zjeździe bizantynologów w Berlinie w 1958 r., reprezentował też Polskę na międzynarodowych kongresach w Bukareszcie, Belgradzie, Sofii, Atenach, Monachium i Oslo.

## Uczniowie
Do grona jego uczniów należą: Jan Stahr, Wiktor Steffen, Leon Witkowski.

## Stopnie i tytuły naukowe[1]
- 1909: doktorat
- 1912: habilitacja
- 1916: stanowisko zastępcy profesora
- 1917: profesor nadzwyczajny
- 1920: profesor zwyczajny

## Sprawowane funkcje[1]
- Dziekan Wydziału Filozoficznego UP 1924/25 oraz Wydziału Humanistycznego 1946–47. (wcześniej delegat Rady Wydziału do Senatu UP 1920/21)
- Rektor Uniwersytetu Poznańskiego - 1931/32
- Przewodniczący Komisji Egzaminów Magisterskich i Państwowej Komisji Egzaminacyjnej dla kandydatów na nauczycieli szkół średnich
- Przewodniczący Komisji Rewizyjnej PTPN

## Nagrody i wyróżnienia[1]
- Odznaczony Krzyżem Oficerskim Orderu Odrodzenia Polski

## Wybrana bibliografia[1]
- Biblioteki rękopisów greckich na Wschodzie, Kraków 1914.
- Quaestiones Nazianzenicae, „Eos” XV (1909), 18–48.
- Nazianzenica I, „Eos” XV (1909), 123–129.
- Nazianzenica II, „Eos” XVI (1910), 87–93.
- Ad cod. Borbon. 118 II D 22 adnotatiuncula, „Eos” XVI (1910), 29.
- De Gregorio Nazianzeno posteriorum rhetorum grammaticorum lexicographorum fonte I, „Eos” XVI (1910), 94–99.
- De Gregorio Nazianzeno posteriorum rhetorum grammaticorum lexicographorum fonte II, „Eos” XVIII (1912), 1–30.
- Rękopisy św. Grzegorza z Nazjanzu w bibliotekach szwajcarskich, „Eos” XVII (1911), 193–198.
- De Gregorio Nazianzeno poetarum christianorum fonte, „Archiwum Filologiczne Polskiej Akademii Umiejętności”, vol. I, Kraków 1917.
- Ioannis Geometrae Hymni in ss. Deiparam, w: Analecta Byzantina, vol. I, Poznań 1931.
- De fragmento satyrico Oxyr. Pap. VIII 1083 observationes aliquot, w: „Symbolae Philologorum Posnaniensium” Poznań tom? 1920, 62–74.
- Supplementum Rufianum, „Program Gimnazjum św. Jacka”, Kraków 1918, 95–129
- Catulianum – Car, XLIX, „Eos” XXIII (1918), 54.
- Franciszek Zabłocki jako tłumacz Horacego. Księga pamiątkowa ku uczczeniu 30-letniej pracy naukowej i nauczycielskiej St. Dobrzyckiego, Poznań 1928, 298–317.
- De codicibus Vergilianis in bibliotheca Cornicensi asservatis, „Munera philologica L. Ćwikliński bis sena lustra professoria claudenti ab amicis collegis discipulis oblata”, Poznań 1936, 279–298.
- Historia critica scholiastarum et commentatorum Gregorii Nazianzeni. Pars 1: De codicibus scholiastarum et commentatorum Gregorii Nazianzeni, Kraków 1914.
- De Gregorio Nazianzeno poetarum christianorum fonte, scripsit Ioannes Sajdak, Cracoviae: sumptibus Akademiae Litterarum apud G. Gebethner et Socios – Varsoviae: Gebethner et Wolff 1917.
- Minucjusz Feliks, Octavius, z łac. tł., dał wstęp i objaśnienia Jan Sajdak, Poznań 1925, (wyd.2 Poznań 2001).
- Ioannis Kyriotis Geometrae Hymni in SS. Deiparam, recensuit prolegomenis instruxit Ioannes Sajdak, Posnaniae 1931. Analecta Byzantina, t.1.
- Jakub Diassiorinos jako fałszerz, „Sprawozdania Poznańskiego Towarzystwa Przyjaciół Nauk” t. 7, z. 2, Poznań 1933, s. 30–32.
- Jakuba Diassorinosa Metafrazy kontyków, „Sprawozdania Poznańskiego Towarzystwa Przyjaciół Nauk” t. 7, z.3, Poznań 1934, s. 64–67.
- Jana Geometresa Metafrazy „Contica” Pisma św., „Sprawozdania Poznańskiego Towarzystwa Przyjaciół Nauk” t. 3, z. 3, Poznań 1930, s. 14–15.
- Joannis Geometrae Humni in S. Marian Virginem, „Sprawozdania Poznańskiego Towarzystwa Przyjaciół Nauk” t. 2, z. 3, Poznań 1929, s. 48–49.
- Ioannes Geometres quaterus feratur autor parapharasis conticorum secundum codicem Paris Gr. 2743 traditae, „Eos” 34 (1932/33), s. 291–309.
- Joannis Geometrae carmen, „Eos” 24 (1919–1920), s.43–44.
- Kwestia „Suidasa”, „Sprawozdania Poznańskiego Towarzystwa Przyjaciół Nauk” t. 7, z. 2, Poznań 1933, s. 33–35.
- Liber Suda, „Poznańskie Towarzystwo Przyjaciół Nauk. Prace Komisji Filologicznej” 7 (1934), z. 1, s. 249–272; także osobo: Liber Suda, Poznań 1934. Prace Komisji Filologicznej, t. 7, z. 4.
- Spicilegium geometrae, „Eos” 18 (1929), s. 191–198.
- Spicilegium geometrae, „Eos” 33 (1930–1931), s. 521–534.
- Bizantynistyka. Źródła i zarys studjów, „Sprawozdania Poznańskiego Towarzystwa Przyjaciół Nauk” t. 7, z. 2, Poznań 1933, s. 32–33; także osobno: Bizantynistyka, źródła i zarys studiów, „Prace Komisji Filologicznej Poznańskiego Towarzystwa Przyjaciół Nauk”, (1933), s. 329–347.
- św. Grzegorz z Nazjanzu, Listy, z jęz. grec. tł., dał wstęp i objaśnienia Jan Stahr, Poznań: J. Jachowski Księg. Uniwersytecka 1933.
- Literatura bizantyńska [w:] Wielka literatura powszechna Trzaski, Everta i Michalskiego, t. 4, Warszawa 1933, s. 679–760.
- Pius XI – papież bibliotekarz, Kraków 1939.
- Quintus Septimius Florens Tertulian, Apologetyk, z łaciny tłumaczył, dał wstęp i objaśnienia Jan Sajdak, Poznań 1947.
- Kwintus Septimiusz Florens Tertulian. Czasy, życie, dzieła, Poznań: Księgarnia Akademicka 1949.
- Święty Ambroży z Mediolanu, Obowiązki duchownych, przeł. Kazimierz Abgarowicz, przekł. przejrz. Jan Sajdak i Jan Wikarjak, Warszawa: "Pax" 1967.
- Pod urokiem literatury patrystycznej i bizantyńskiej, Poznań 2009.

## Upamiętnienie
7 września 2013 szkoła w Burzynie (gm. Tuchów) pod Tarnowem otrzymała sztandar oraz imię prof. Jana Sajdaka.